# Município de Atwater
Localização do Ohio nos E.U.A.
O município de Atwater (em inglês: Atwater Township) é um município localizado no condado de Portage no estado estadounidense de Ohio. No ano 2010 tinha uma população de 2740 habitantes e uma densidade populacional de 40,81 pessoas por km².

## Geografia
O município de Atwater encontra-se localizado nas coordenadas 41° 02′ 00″ N, 81° 07′ 46″ O. Segundo o Departamento do Censo dos Estados Unidos, o município tem uma superfície total de 67.13 km², da qual 66,04 km² correspondem a terra firme e (1,63 %) 1,09 km² é água.

## Demografia
Segundo o censo de 2010, tinha 2740 pessoas residindo no município de Atwater. A densidade de população era de 40,81 hab./km².